# Experimentación nazi en seres humanos

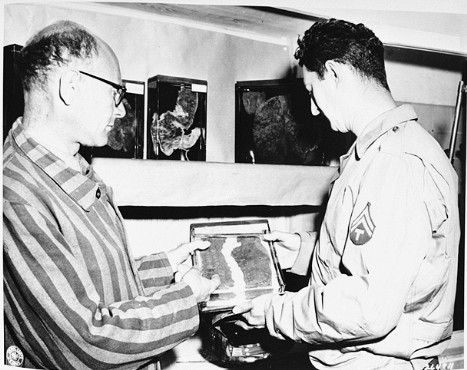
Un guía muestra a un soldado estadounidense frascos con órganos humanos extraídos de prisioneros del campo de concentración de Buchenwald, 27 de mayo de 1945.

La experimentación nazi en seres humanos consistió en una serie de experimentos médicos llevados a cabo con una gran cantidad de prisioneros, por parte de la Alemania nazi en sus campos de concentración durante la Segunda Guerra Mundial. Los prisioneros, en su mayoría judíos de toda Europa, aunque también gitanos, prisioneros de guerra soviéticos y alemanes discapacitados, fueron coercionados a participar y nunca hubo un consentimiento informado. Por lo general, los experimentos resultaron en la muerte, desfiguración o discapacidad permanente, y por lo tanto son considerados como ejemplos de tortura médica.
Uno de los más controvertidos fue Josef Mengele, quien condujo experimentos en Auschwitz. Allí y en otros campos, bajo la dirección de Eduard Wirths, se seleccionaron reclusos para ser sujetos en experimentos destinados a ayudar al personal militar alemán en combate, en la recuperación de personal militar herido y a la promoción de la ideología racial del Tercer Reich. El Dr. Aribert Heim dirigió experimentos similares en Mauthausen. Carl Værnet es conocido por sus experimentos en pos de curar la homosexualidad. Estos crímenes fueron juzgados en lo que se conoció como el Juicio de los doctores. El rechazo a los abusos perpetrados llevó al desarrollo del Código de Núremberg sobre ética médica.

## Tipos de experimentos

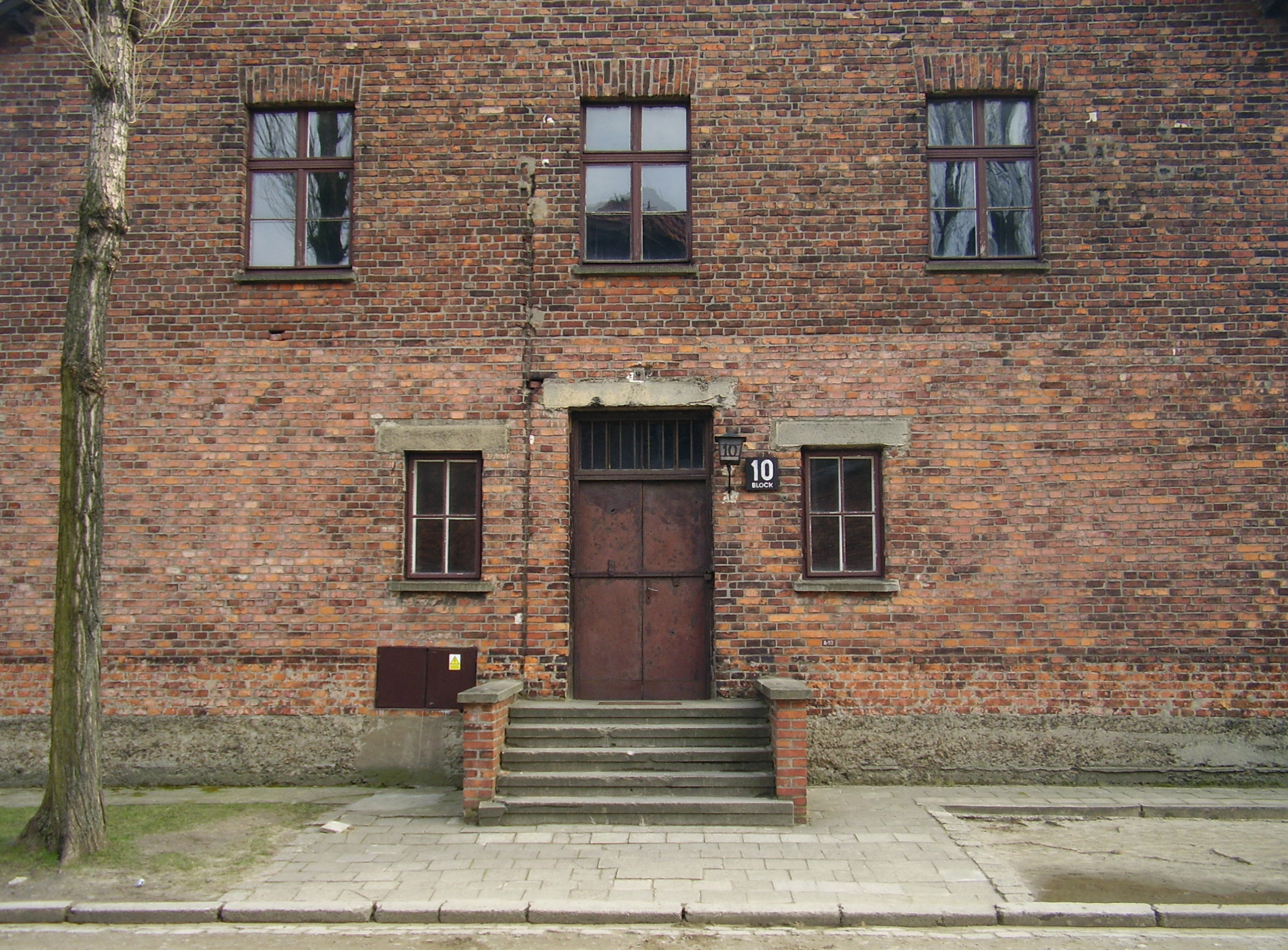
Pabellón médico de Josef Mengele en Auschwitz.

De acuerdo con la condena en Núremberg, los casos incluían: 

### Experimentos con gemelos
Los experimentos con niños gemelos en los campos de concentración buscaban mostrar similitudes y diferencias en la genética y eugenesia de los gemelos, así como para ver si el cuerpo humano puede ser manipulado de forma antinatural. El líder de estos experimentos era Josef Mengele, quien realizó experimentos sobre más de 1500 pares de gemelos presos, de los cuales solo sobrevivieron unos 200. Mientras asistía a la Universidad de Múnich (en la ciudad que permaneció como uno de los puntos centrales de Adolf Hitler durante el Tercer Reich) para estudiar filosofía y medicina con énfasis en antropología y paleontología, Mengele fue arrastrado por la histeria nazi e incluso dijo que «este simple concepto político se convirtió en un factor decisivo en mi vida». La admiración recién descubierta de Mengele por el «simple concepto político» lo llevó a intercalar sus estudios de medicina con la política. Recibió su doctorado por la tesis «Investigación morfológica racial sobre la sección inferior de la mandíbula de cuatro grupos raciales», que sugería que la raza de una persona podía ser identificada por la forma de su mandíbula. La organización nazi entendió sus estudios como talentosos y se le solicitó a Mengele ser el médico principal e investigador en el campo de concentración de Auschwitz en Polonia hacia mayo de 1943.
En Auschwitz, organizó experimentos genéticos en gemelos, dispuestos por edades, sexo y encerrados en barracas entre experimentos, los cuales variaban desde una inyección de químicos a los ojos para ver si podían cambiar los colores hasta coser a unos gemelos juntos para intentar crear siameses.

### Experimentos con trasplantes
Desde septiembre de 1942 hasta diciembre de 1943, llevaron a cabo experimentos en el campo de concentración de Ravensbrück para estudiar la regeneración de huesos, músculos y nervios, como el trasplante de huesos. Secciones de huesos, músculos y nervios fueron extraídos sin anestesia. Como resultado, muchas víctimas sufrieron intensa agonía, mutilación o discapacidad permanente.

### Experimentos con heridas en la cabeza
En el verano de 1942, en Baranovichi (actual Bielorrusia), se realizaron experimentos en un pequeño edificio detrás de la casa ocupada por el oficial nazi del Sicherheitsdienst Dr. Wichtmann. En uno de ellos, «un niño de once o doce años fue atado a una silla para que no pudiera moverse. Sobre él, fue suspendido un martillo mecánico que cada pocos segundos caía sobre su cabeza».

### Experimentos sobre congelación
En 1941, Mengele dirigió experimentos para saber cómo tratar la hipotermia. Un estudio forzaba a los sujetos a resistir en un tanque de agua helada por hasta tres horas. En otro caso colocaba a los prisioneros desnudos en la intemperie con temperaturas bajo cero por varias horas. Además de estudiar sus efectos físicos, los experimentadores calculaban diferentes maneras de recalentar a los supervivientes.
| Intento Nº. | Temperatura del agua         | Temperatura del cuerpo cuando fue retirado del agua | Temperatura del cuerpo al momento de la muerte | Tiempo en el agua | Tiempo de muerte |
| ----------- | ---------------------------- | --------------------------------------------------- | ---------------------------------------------- | ----------------- | ---------------- |
| 5           | 5,2 grados Celsius (41,4 °F) | 27,7 grados Celsius (81,9 °F)                       | 27,7 grados Celsius (81,9 °F)                  | 66'               | 66'              |
| 13          | 6 grados Celsius (42,8 °F)   | 29,2 grados Celsius (84,6 °F)                       | 29,2 grados Celsius (84,6 °F)                  | 80'               | 87'              |
| 14          | 4 grados Celsius (39,2 °F)   | 27,8 grados Celsius (82,0 °F)                       | 27,5 grados Celsius (81,5 °F)                  | 95'               |                  |
| 16          | 4 grados Celsius (39,2 °F)   | 28,7 grados Celsius (83,7 °F)                       | 26 grados Celsius (78,8 °F)                    | 60'               | 74'              |
| 23          | 4,5 grados Celsius (40,1 °F) | 27,8 grados Celsius (82,0 °F)                       | 25,7 grados Celsius (78,3 °F)                  | 57'               | 65'              |
| 25          | 4,6 grados Celsius (40,3 °F) | 27,8 grados Celsius (82,0 °F)                       | 26,6 grados Celsius (79,9 °F)                  | 51'               | 65'              |
|             | 4,2 grados Celsius (39,6 °F) | 26,7 grados Celsius (80,1 °F)                       | 25,9 grados Celsius (78,6 °F)                  | 53'               | 53'              |

Los experimentos sobre hipotermia fueron llevados a cabo para simular las condiciones que sufrieron los ejércitos en el Frente Oriental, cuando las fuerzas alemanas estaban mal preparadas para el frío glacial. Estos experimentos fueron ejecutados bajo la supervisión de los comandantes de Dachau y de Auschwitz. El médico de las SS, Sigmund Rascher, informaba directo a Heinrich Himmler y publicó los resultados de sus experimentos de congelamiento en la conferencia "Problemas médicos surgidos del mar y el invierno" (1942). Los experimentos de congelamiento se dividían en dos. La primera era para establecer cuánto tiempo tomaría bajar la temperatura corporal hasta la muerte; mientras que la segunda se centraba en cómo resucitar mejor a la víctima congelada. La tina helada probó ser la manera más rápida para provocar el descenso de la temperatura corporal. 
Las selecciones se centraban en judíos o rusos jóvenes y saludables. Eran desnudados y preparados. Una sonda aislada que medía la caída de la temperatura corporal era insertada en el recto. La sonda era mantenida en su lugar por un anillo de metal expandible que era ajustado para abrirse dentro del recto y mantener la sonda firme en su lugar. La víctima era puesta en un uniforme de la fuerza aérea, luego colocada en la tina de agua fría y comenzaba a congelarse. Se supo que la mayoría perdía el conocimiento y morían cuando la temperatura corporal caía a 25 °C.
José María Aguirre Salaberría, deportado al campo de Mauthausen, declaró que su compañero Emilio Valdajos Fernández fue víctima de un experimento relacionado con el proceso de congelación.

### Experimentos sobre la malaria
Desde febrero de 1942 hasta abril de 1945, se realizaron experimentos en el campo de concentración de Dachau para investigar la inmunización para tratar la malaria. Reclusos sanos fueron infectados por mosquitos o por inyecciones de extractos de una glándula mucosa de mosquitos femeninos. Luego de contraer la enfermedad, los sujetos eran tratados con varias drogas para probar su eficacia relativa. Más de mil personas fueron usadas en estos experimentos y, de ellos, más de la mitad murieron.

### Experimentos con gas mostaza y fosgeno
Varias veces entre septiembre de 1939 y abril de 1945, se realizaron experimentos en el campo de concentración de Sachsenhausen, Natzweiler y otros campos sobre los efectos del gas mostaza. Los prisioneros eran expuestos al gas mostaza y otros vesicantes (por ejemplo, lewisita que les infligía graves quemaduras químicas). Estas heridas eran probadas para investigar el tratamiento más efectivo para curarlas.

### Experimentos sobre sulfamida
Desde julio de 1942 hasta septiembre de 1943, se realizaron experimentos en Ravensbrück para investigar la efectividad de la sulfamida, un agente sintético antimicrobios. Los sujetos eran infectados con bacterias o neurotoxinas, tales como Streptococcus, Clostridium perfringens (que ocasiona la gangrena gaseosa) y Clostridium tetani (que provoca el tétanos). La circulación de la sangre era interrumpida al tapar los vasos sanguíneos en ambos extremos de la herida y crear una condición similar a la de una herida en el campo de batalla. La infección era agravada al introducir virutas de madera y vidrio en las heridas. La infección era tratada con sulfamida y otras drogas para determinar su efectividad.

### Experimentos con agua de mar
Desde julio y septiembre de 1944, se llevaron a cabo experimentos en el campo de concentración de Dachau para estudiar métodos de hacer potable el agua de mar. Un grupo de 90 personas era privado de alimentos y el doctor Hans Eppinger les daba solo agua de mar para beber, dejándolos muy lesionados. Estaban tan deshidratados que lamían el suelo recién lavado para beber algo y con esto llegaban a su agonizante muerte.

### Experimentos de esterilización
Desde marzo de 1941 hasta enero de 1945, se condujeron experimentos de esterilización en Auschwitz, Ravensbrück y otros lugares por  Carl Clauberg. El propósito era desarrollar un método de esterilización contra millones de personas con mínimo tiempo y esfuerzo. Esterilizaron a miles de víctimas por medio de rayos X, cirugía y varias drogas. El régimen nazi lo utilizó en unos 400 000 sujetos como parte de su programa de esterilización forzosa.
Fueron exitosas las inyecciones intravenosas de soluciones que se especula contenían yodo y nitrato de plata, pero tenía efectos colaterales indeseados, tales como hemorragia vaginal, dolor abdominal severo y cáncer cervical. Por ello, el tratamiento con radiación se convirtió en la elección favorita de esterilización. Específicas cantidades de exposición a la radiación destruían la habilidad de una persona para producir óvulos o esperma. La radiación era administrada por medio de engaños. Los prisioneros eran llevados a una habitación y se les solicitaba completar formularios, lo que tomaba dos o tres minutos. En este tiempo, se administraba la radiación y, sin que los prisioneros lo supieran, eran dejados estériles. Muchos sufrieron quemaduras a causa de la radiación.

### Experimentos sobre el tifus
Desde diciembre de 1941 hasta febrero de 1945, se condujeron experimentos para investigar la efectividad de la fiebre con puntos y otras vacunas. En Buchenwald, gran cantidad de reclusos sanos fueron infectados con la bacteria del tifus para mantener la bacteria viva; más del 90 % de las víctimas murió. Otros reclusos sanos fueron utilizados para determinar la efectividad de vacunas y sustancias químicas. El 75 % de los reclusos seleccionados eran vacunados o alimentados con una de las sustancias químicas y, después de tres o cuatro semanas, eran infectados con gérmenes de fiebre con puntos. El 25 % restante era infectado sin protección previa para comparar la efectividad de las vacunas y las sustancias químicas. Cientos murieron. También se condujeron experimentos con fiebre amarilla, viruela, tifus, paratifus A y B, cólera y difteria. Probablemente este tipo de experimento fue el que sufrió en sus carnes Marcelino Bilbao Bilbao en Mauthausen, donde el médico Aribert Heim experimentó con treinta sujetos sanos de los cuales lograron salir con vida siete. Se condujeron experimentos con resultados similares en Natzweiler.

### Experimentos con veneno
Entre diciembre de 1943 y octubre de 1944, se realizaron experimentos en el campo de concentración de Buchenwald para investigar el efecto de venenos, administrados en secreto en la comida. Las víctimas morían o eran asesinados para la autopsia. En septiembre de 1944, se dispararon balas envenenadas a unos sujetos experimentales que sufrieron tortura y muerte.

### Experimentos con bombas incendiarias
Desde noviembre de 1943 hasta enero de 1944, en Buchenwald se evaluaron el efecto de preparaciones farmacéuticas en las quemaduras con fósforo. Estas quemaduras eran infligidas en sujetos con sustancias extraídas de bombas incendiarias.

### Experimentos sobre impacto de altitud elevada
A inicios de 1942, los prisioneros del campo de concentración de Dachau fueron utilizados por el doctor Rascher en experimentos cuyo objetivo sería ayudar a los pilotos alemanes que debían eyectarse a elevadas altitudes. Para simular las condiciones de altitudes de hasta 20 km, se utilizaba una cámara de baja presión en la que se encerraba a los reclusos. Se rumorea que Rascher realizó vivisecciones humanas en los cerebros de las víctimas que sobrevivieron. De los 200 sujetos, 80 murieron durante el experimento y el resto fue ejecutado.

### Experimentos alimentarios
En 1943 el doctor Ernst-Günther Schenck dirigió diversos experimentos alimentarios en el campo de Mauthausen. Según recordaba Marcelino Bilbao, uno de los experimentos consistió en alimentar a cien republicanos españoles a base de cebada durante varias semanas consecutivas. El resultado final fue que muchos de ellos acabaron falleciendo.

## Secuelas
Muchos de los sujetos murieron como resultado de los experimentos nazis, mientras que muchos otros fueron asesinados una vez que se completaron las pruebas o para estudiar el efecto post mortem. Aquellos que sobrevivieron a menudo quedaron mutilados, sufriendo de discapacidad permanente, cuerpos debilitados y presión psicológica.
El 19 de agosto de 1947, los médicos capturados por los aliados fueron llevados a juicio en el proceso de USA vs. Karl Brandt et. al. que es conocido como el Juicio de los doctores. Varios alegaron en su defensa que no existía una ley internacional concerniente a la experimentación médica. No obstante, en la medicina alemana, el principio de consentimiento informado no era original para cuestiones en torno a la Segunda Guerra Mundial. En 1890, el doctor Albert Neisser infectó pacientes (en su mayoría prostitutas) con sífilis sin su consentimiento. A pesar del respaldo de gran parte de la comunidad académica, la opinión pública liderada por el psiquiatra Albert Moll estuvo en contra de Neisser. Mientras que Neisser fue multado por una corte disciplinaria, Moll desarrolló «una teoría de un contrato legal positivista en la relación médico-paciente» que no fue adoptada por la ley alemana. El Ministro para asuntos religiosos, educativos y médicos emitió una directiva que declaraba que las intervenciones médicas, con excepción del diagnóstico, curación e inmunización, estaban excluidas bajo toda circunstancia «si el sujeto era menor de edad o no competente por otras razones» o si no había dado su «consentimiento inambiguo» luego de una «explicación correcta de las posibles consecuencias negativas» de la intervención; sin embargo, esta directiva no era vinculante desde lo legal.
En respuesta, los doctores Leo Alexander y Andrew Conway Ivy elaboraron un memorándum de diez puntos titulado "Experimento médico permisible", conocido como el Código de Núremberg. Trata sobre la necesidad del consentimiento voluntario de los pacientes, evitar dolor innecesario, sufrimiento y el supuesto de que la experimentación no terminará en la muerte o en discapacidad; no obstante, no fue citado en ninguno de los descubrimientos contra los reos y nunca se convirtió en ley médica alemana o estadounidense.

### Cuestiones éticas
Los conocimientos médicos modernos sobre cómo reacciona el cuerpo al congelamiento hasta el punto de la muerte se basan en los experimentos médicos nazis.[cita requerida] Esto, junto con el uso reciente de información procedente de investigaciones biomédicas nazi sobre los efectos del gas fosgeno, ha sido controvertido y presenta el dilema ético para los médicos modernos que no están de acuerdo con los métodos usados para obtener esta información. De forma similar, se ha creado una muy seria controversia sobre el uso de los resultados de pruebas sobre armas biológicas realizadas por el Escuadrón 731 del Ejército Imperial Japonés; sin embargo, sus resultados fueron mantenidos clasificados por los Estados Unidos y se concedió indulto a la mayoría de los médicos involucrados.

### Controversia respecto al uso de descubrimientos
- Campell, Robert. "Citations of shame; scientists are still trading on Nazi atrocities", New Scientist, 28 de febrero de 1985, 105 (1445), pp.31.
- Citing Nazi ‘Research’: To Do So Without Condemnation Is Not Defensible Archivado el 25 de febrero de 2021 en Wayback Machine.
- Sobre la ética en citar investigaciones nazis
- Remembering the Holocaust, Part 2 Archivado el 25 de febrero de 2021 en Wayback Machine.
- La ética de usar información médica de los experimentos nazis

- Datos: Q31896
- Multimedia: Nazi medical experiments / Q31896